# Clínica Oftalmològica Barraquer
La Clínica Oftalmològica Barraquer és un edifici situat a la cantonada dels carrers de Muntaner i de Laforja de Barcelona, catalogat com a bé amb elements d'interès (categoria C).

## Història
El 1934, l'arquitecte Joaquim Lloret i Homs hi va projectar un edifici de planta baixa, dos pisos i àtic, concebut com a clínica oftalmològica i habitatge particular del Dr. Ignasi Barraquer. Interrompudes les obres per la Guerra Civil, fou inaugurat el 1941.
Als anys 1950 es va construir una ampliació al carrer de Laforja, i el 1971, l'arquitecte Salvador Capella va dur a terme una remunta mimètica de tres plantes sobre l'edifici original.

## Descripció
Consta de planta baixa i cinc pisos, que s'organitzen al voltant de dos patis centrals que il·luminen de manera zenital les sales de reunions. Les façanes mostren un clar caràcter racionalista evidenciat per la superposició de finestres corregudes. Quan es va dur a terme l'ampliació, es va reforçar l'estructura amb uns pilars metàl·lics exteriors que introdueixen un contrapunt vertical a la façana. La cantonada es resol amb una planta corba que inicialment es completava amb un volum cilíndric tangent al pla de façana que es va perdre amb l'ampliació, el que li ha restat a la façana part del seu caràcter expressionista inicial.
La singularitat de l'obra recau sobretot en la decoració interior, en tant que el mateix doctor Barraquer hi va col·laborar, fusionant la seva fal·lera per la iconografia de l'antic Egipte amb l'art déco. L'emblema del centre és l'ull udjat, trobat en un medalló que penjava del coll del faraó Tutankamon.